# St. Johannes (Stedum)

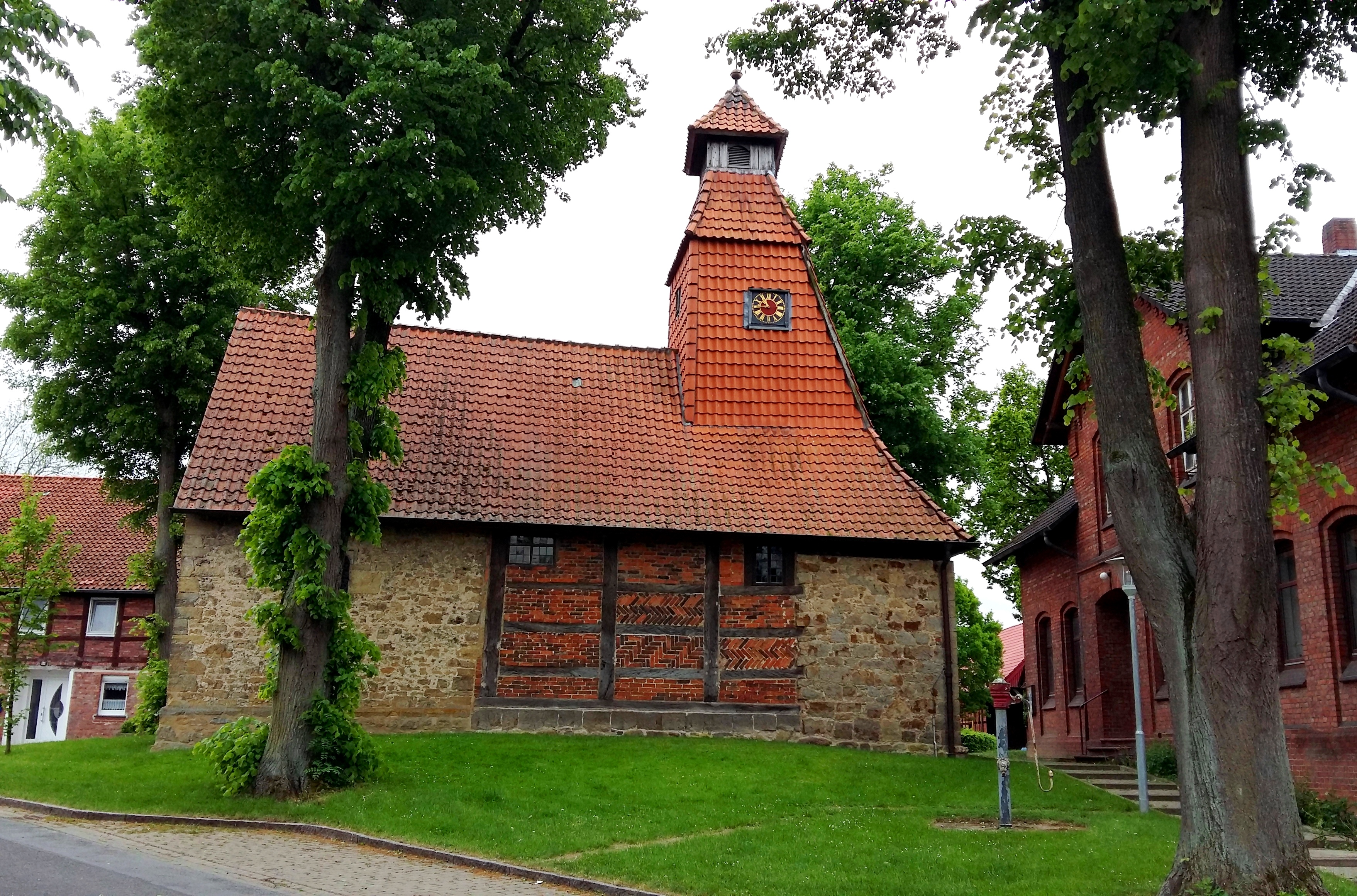
St. Johannes

Die evangelisch-lutherische, denkmalgeschützte Kapelle St. Johannes steht im Ortsteil Stedum-Bekum der Gemeinde Hohenhameln im Landkreis Peine in Niedersachsen. Die Kapellengemeinde ist Teil der Kirchengemeinde Solschen. Sie gehört zum Kirchenkreis Peine im Sprengel Hildesheim-Göttingen der Evangelisch-lutherischen Landeskirche Hannovers.

## Beschreibung
Die Teile der Wände im Osten und Westen der kleinen Saalkirche aus Bruchsteinen stammen aus dem 14. Jahrhundert. Der mittlere Teil wurde im 17. Jahrhundert in Holzfachwerk erneuert, das mit Backsteinen in unterschiedlichen Verbänden ausgefacht ist. Zu dieser Zeit dürfte auch der Dachturm entstanden sein, der sich im Westen aus dem Satteldach erhebt. 
Im Ostteil sind kleine spitzbogige Fenster. Der Innenraum ist mit einer Bretterdecke überspannt, die mit Marmorierung bemalt ist. Das Altarretabel aus der 1. Hälfte des 17. Jahrhunderts hat ein Bild des Abendmahls, das mit Beschlagwerk gerahmt ist. Im gesprengten Giebel ist die Dreifaltigkeit dargestellt. Die Altarschranken aus der Zeit um 1700 sind ebenfalls marmoriert. Die Kanzel wurde in der ersten Hälfte des 17. Jahrhunderts gebaut. Das Kirchengestühl, die Emporen und der Ambo sind z. T. geschnitzt.